# Delegationen för jämställdhet i skolan
Delegationen för jämställdhet i skolan U 2008:08, förkortad DEJA, var en statlig utredning underställd Utbildningsdepartementet.
Delegationen bildades genom ett regeringsbeslut i november 2008 och avslutade sitt uppdrag i december 2010. Delegationens arbete var att kartlägga och analysera jämställdheten i svensk skola och lämna förslag på åtgärder som kan främja jämställdhetsarbetet i skolan. Delegationen leddes av SACOs ordförande Anna Ekström. Bland de övriga nio ledamöterna fanns Martin Ingvar, Ebba Witt-Brattström, Isobel Hadley-Kamptz. 
I februari 2010 presenterade delegationen en undersökning (SOU 2010:10) av fördelningen män-kvinnor i några läroböcker för grundskolan och gymnasiet.
Totalt presenterade delegationen 13 forskningsrapporter och ett slutbetänkande i serien Statens offentliga utredningar.